# Abuta rufescens
Abuta rufescens är en tvåhjärtbladig växtart som beskrevs av Jean Baptiste Christophe Fusée Aublet. Abuta rufescens ingår i släktet Abuta och familjen Menispermaceae. Inga underarter finns listade i Catalogue of Life.